# Акросома

Будова сперматозоїда

Акросома — списоподібний або чашевидний органоїд сперматозоїда, розташований на вершині його голівки. Є мембранним пухирцем. У момент дотику з яйцем ферменти (такі як гіалуронідаза), що перебувають в акросомі розчиняють оболонки яйцеклітини, і сперматозоїд проникає в яйце.

## Формування
Утворення акросми відбувається на початку останнього етапу сперматогенезу — сперміогенезу. Акросома має походження з комплексу Гольджі. Цей процес відбувається в 4 фази, які тривають 2 тижні у мишей та близько місяця в людини. Це фаза Гольджі, фаза кепу, акросомна фаза та фаз дозрівання.
Під час фази Гольджі цистерни комплексу Гольджі перетворюються у спеціальні везикули, проакросомні гранули, наповнені білками, зливаються між собою та утворюють акросомну гранулу в центрі кулястої акросомної везикули.
У фазу кепу акросомна гранула розширюється та огортає ядро сперматиди, утворюючи схожу на шапочку структуру (кеп).
Під час акросомної фази гранула продовжує огортати ядро та утворює випинання, яке тягнеться до верхівки клітини.
У кінці фази дозрівання акросому остаточно сформовано.

## Вміст акросоми
Подібно до лізосом акросоми мають кислий pH всередині везикули, низку ферментів, зокрема арилсульфатази, кислі глікогідролази, протеази, естреази, кислі фосфатази. Вона також містить унікальні білки акрогранін, акрозін, AM67.

## Акросомна реакція
Акросомна реакція є вивільненням вмісту акросоми при контакті голівки сперматозоїда з оболонкою яйцеклітини. Вона є необхідною для злиття двох клітин у процесі запліднення.